# Charles Verlat
Charles Verlat, né le 25 novembre 1824 à Anvers et mort dans la même ville le 23 octobre 1890, est un peintre et un graveur belge.
Son large champ pictural couvre la peinture d'histoire, les scènes de genre, les représentations animales, les sujets d'art sacré et les œuvres orientalistes.
Étudiant à l'académie des beaux-arts d'Anvers, il bénéficie également de l'enseignement de Nicaise de Keyser, une des figures majeures de l'école de peinture historique romantique belge. Après quelques premiers succès en Belgique, Charles Verlat s'établit à Paris (1850-1868) où il fréquente Gustave Courbet qui influence sa palette.
En 1869, Verlat est nommé directeur de l'école des beaux-arts de Weimar. De retour à Anvers, en 1875, il effectue un important séjour en Palestine avant de revenir définitivement dans sa ville natale en 1877 jusqu'à sa mort en 1890.

## Biographie

### Famille et formation
Michel Marie Charles Verlat naît à Anvers en 1824. Il est le fils de Charles Joseph Henri Verlat, un fabricant de savon, d'huile et de soude et de Caroline Catherine Antonie Jacobs. À douze ans, Charles Verlat réalise une reproduction de La prise de Constantine, d'après Horace Vernet, qui est ensuite exposée dans la vitrine du marchand d'art Tessaro à Anvers. Sa mère est une femme avertie quant aux arts qui incite son fils à étudier le dessin auprès du sculpteur Johannes Antonius van der Ven à l'académie royale des beaux-arts d'Anvers.

### Premiers succès (1842-1849)

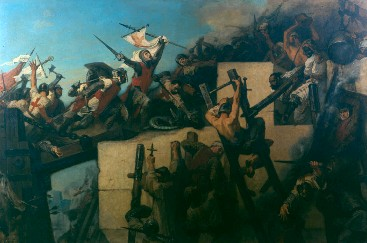
Godefroid de Bouillon durant l'assaut de Jérusalem, 1854.

Étudiant à l'académie d'Anvers, Charles Verlat est également l'élève du cours privé de Nicaise de Keyser, l'une des figures clés de l'école de peinture historique romantique belge. Verlat est remarqué dès 1842 pour son tableau Pépin le Bref tuant un lion qu'il envoie l'année suivante au salon triennal d'Anvers. Ses premiers tableaux s'inspirent de l'école romantique belge et traitent d'événements marquants de l'histoire de Belgique. Il se met aussi progressivement à peindre des scènes animalières, ainsi que des scènes de genre. En 1845, il expose son Carloman à la chasse au sanglier au salon de Bruxelles de 1848. Trois ans plus tard, il propose au Salon de Bruxelles de 1851 : Le Sommeil et Loups se disputant une proie. En 1849, il peint sa première composition religieuse destinée à l'église Saint-Gommaire de Lierre. Il participe au Prix de Rome de Belgique en 1847, le sujet est Le Baiser de Judas, mais le jeune artiste ne l'emporte pas, probablement en raison de son incapacité partielle due à un bras cassé. En 1849, il reproduit le même thème destiné à l'église de Tienen, la commune natale de son père. Heureusement, un riche parent, Albert Marnef van Wespelaer, lui verse en 1849 une allocation qui lui permet de poursuivre ses études pendant quatre ans.

### Paris (1850-1868)

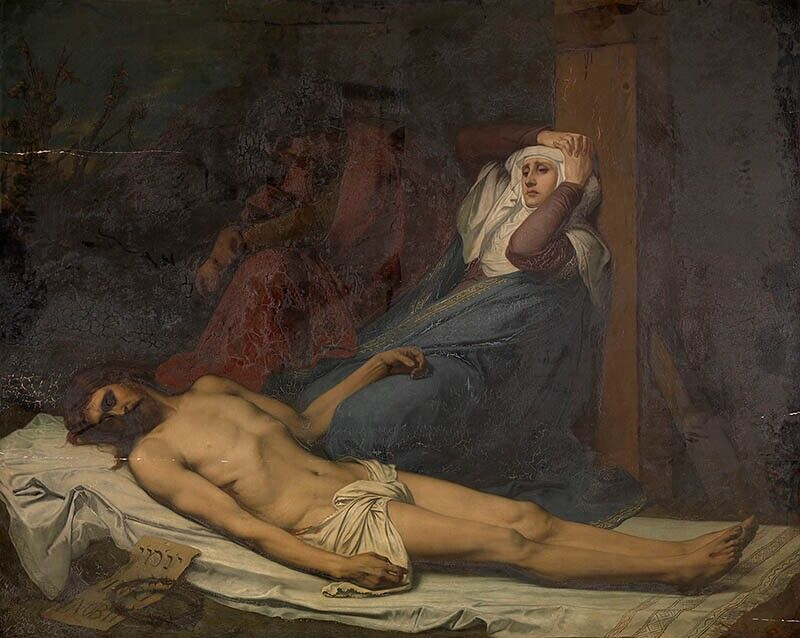
Pietà, 1866.

En 1850, Charles Verlat s'installe à Paris où il travaille sous la direction d'Ary Scheffer. Il envoie deux tableaux au salon de Bruxelles de 1851 : Romulus et Remus et La Vierge et l'Enfant Jésus. En 1852, Verlat dispose de son propre atelier à Paris, il réside Place de la Barrière à Montmartre, mais travaille à la cité Frochot où œuvrent également Philippe et Théodore Rousseau, cofondateur de l'école de Barbizon, ainsi qu'Eugène Isabey. Même s'il est établi en France, il reçoit plusieurs commandes officielles de Belgique, comme en témoigne sa composition Godefroid de Bouillon durant l'assaut de Jérusalem, exposée au Salon de Bruxelles de 1854. En 1855, il remporte une médaille à l'exposition universelle de Paris pour son Tigre attaquant un troupeau de buffles et, en 1858, il expose Le Coup de collier au salon de Paris. Pendant son séjour à Paris, il fréquente notamment Hippolyte Flandrin et Thomas Couture et se lie d'amitié avec Gustave Courbet. À Paris, Verlat subit l'influence du réalisme de Gustave Courbet lorsqu'il peint La Lourde charge en 1867. Il est la cible du Charivari qui raille la composition. En revanche, sa Piéta, présentée au salon de 1867, lui vaut le grade de chevalier de la Légion d'honneur.

### Weimar (1869-1875)
Invité par le grand-duc Charles-Alexandre de Saxe-Weimar-Eisenach, il est nommé directeur de l'école des beaux-arts de Weimar en 1869. Parmi ses élèves, figure Max Liebermann. Il y peint plusieurs portraits, dont un de la grande-duchesse Sophie des Pays-Bas et un autre de Franz Liszt, dont il devient un ami personnel. Favorablement apprécié par le grand-duc, il enseigne à ses filles Marie-Alexandrine et Élisabeth et reçoit en 1874 l'ordre du Faucon blanc. Parmi les professeurs, on retrouve à Weimar d'autres Belges comme Alexandre Struys, Willem Linnig (le jeune) ou Ferdinand Pauwels.

### Anvers (1875-1890)

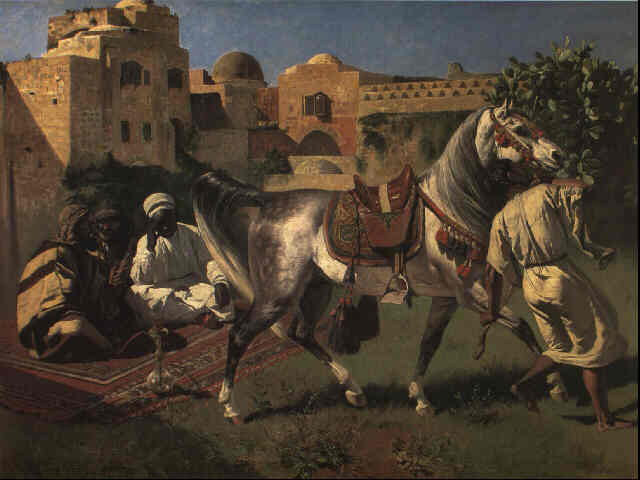
Cheval arabe à Jérusalem, 1877.

Peu après son retour à Anvers en 1875, il entreprend au mois d'août un voyage de près de deux ans au Moyen-Orient, en Égypte, en Palestine et en Syrie. Il est motivé par le désir d'étudier la vie réelle des modèles de ses peintures religieuses. De ce séjour, Verlat rapporte une cinquantaine de tableaux, parmi lesquels : Vox populi (1876), Vox dei, Le tombeau du christ et la Fuite en Égypte (1877). Il expose ses œuvres « orientales » à Weimar, Anvers, Bruxelles et Londres où elles recueillent un beau succès.
De retour à Anvers en mai 1877, où il s'établit définitivement, il est nommé professeur de peinture à l'Académie d'Anvers en remplacement de Joseph Van Lerius, mort l'année précédente. Il devient directeur de l'académie en 1885. En 1877-1878, il fait construire à Anvers un hall d'exposition en bois, pour y accrocher ses compositions exécutées lors de son voyage en Palestine. La salle Verlat accueille par la suite de nombreuses expositions de groupes. En 1884, Charles Verlat soutient les membres du cercle artistique Als ik Kan, fondé par de jeunes artistes qui tiennent leurs 24 premières expositions,.
Lorsque Vincent van Gogh étudie durant une brève période à l'académie d'Anvers en 1886, Charles Verlat et lui se disputent sur le style de dessin non conventionnel de Van Gogh.
Le 23 octobre 1890, malade depuis quelques mois après son accident vasculaire cérébral et sans avoir recouvré ses forces, Charles Verlat, meurt, âgé de 65 ans, en son domicile, Mutsaard, 29, à Anvers. Le 27 octobre 1890, ses funérailles civiles sont célébrées à Anvers avec les honneurs militaires (dus aux commandeurs de l'ordre de Léopold) et il est inhumé au cimetière du Kiel.

## Œuvres

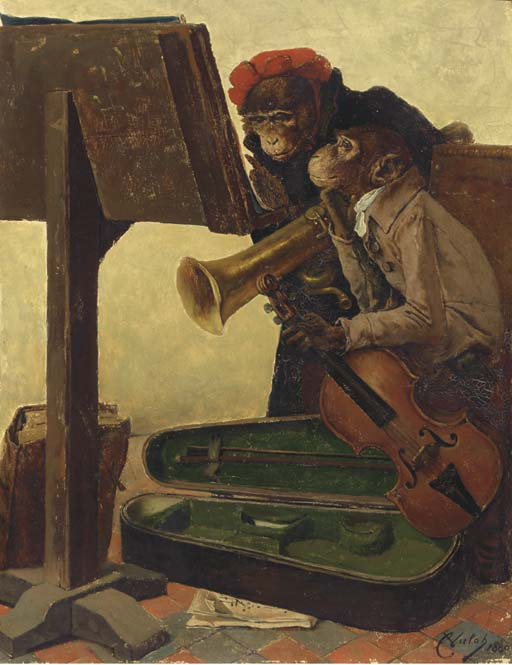
Singes musiciens, 1880.

Charles Verlat est un artiste polyvalent qui pratique la peinture, l'aquarelle et la gravure. Il est aussi un dessinateur passionné. Ses sujets sont variés et comprennent des peintures d'animaux, des portraits, des compositions religieuses, des œuvres orientalistes, des scènes de genre, y compris un certain nombre de singeries et quelques natures mortes.  Il a d'abord été influencé par les professeurs de l'Académie d'Anvers qui étaient partisans de l'école romantique belge et a prêché un retour au glorieux style baroque flamand pour traiter des événements majeurs de l'histoire de la Belgique. Il est ensuite inspiré par d'autres mouvements artistiques contemporains : les idéalistes allemands qu'il connaît grâce à Ary Scheffer à Paris et le réalisme de Gustave Courbet. Durant son séjour en Palestine, sa palette s'estompe et perd son éclat flamand. Malgré ces nombreuses influences, sa principale inspiration est l'œuvre des maîtres baroques flamands : Rubens, van Dyck et Jordaens. Il a retrouvé sa palette plus colorée après son retour à Anvers.

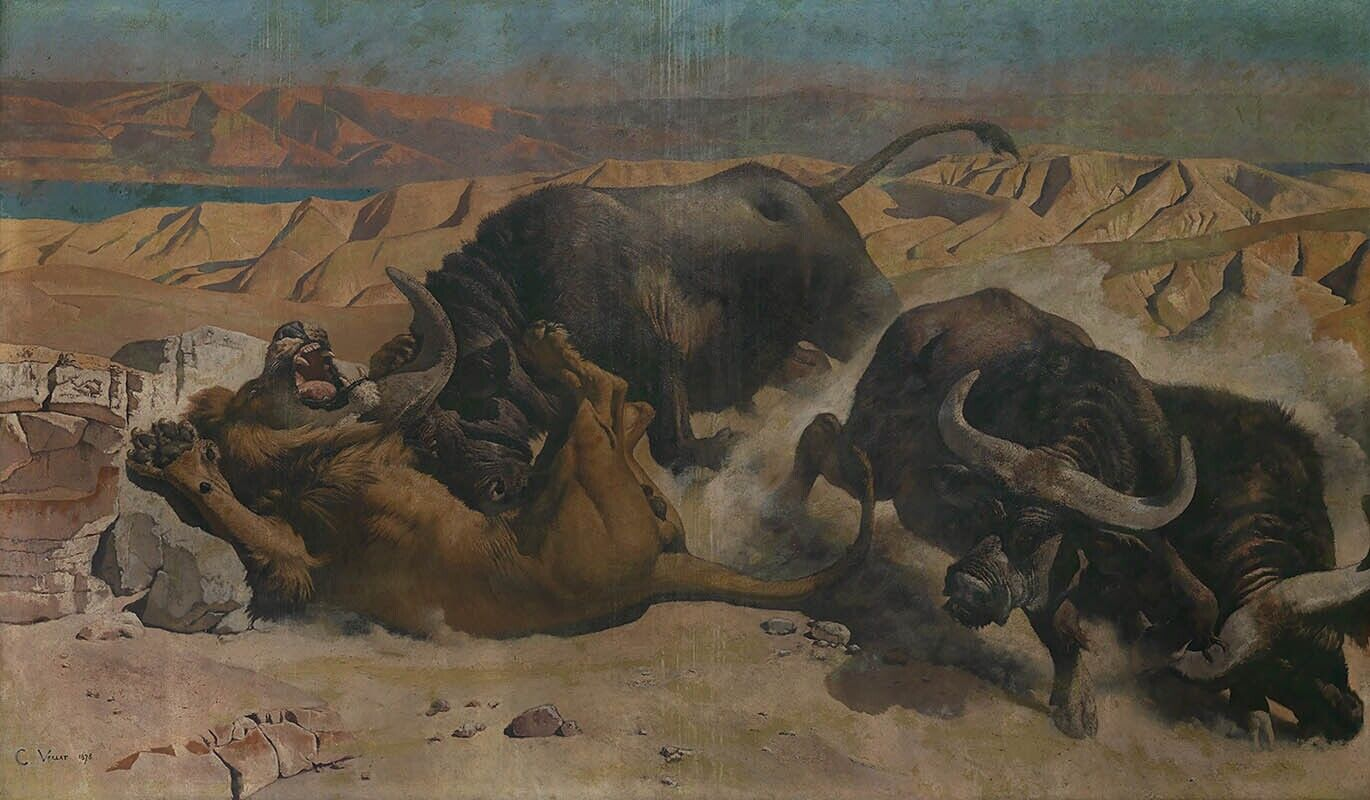
La Défense du troupeau, 1878, musée royal des beaux-arts d'Anvers.

Au cours de sa vie, il a été reconnu comme un important peintre animalier. Il était capable de rendre les animaux d'une manière vivante et réaliste. L'une de ses premières œuvres animalières a été acquise par le peintre animalier anglais Edwin Landseer. L'un des exemples les plus connus de son art dans ce domaine est La Défense du troupeau. Peint pendant sa résidence en Palestine, il relève de la palette sourde qu'il a adoptée pendant cette période. Il montre le type de représentation dynamique des interactions animales que l'on peut voir uniquement dans les peintures animalières des premiers animaliers flamands tels que Frans Snyders. Verlat a aussi peint de nombreuses œuvres dans le genre des singeries, c'est-à-dire des représentations humoristiques de singes se livrant à des activités humaines. Les singes dans les scènes sont souvent vêtus de costumes qui ajoutent de la comédie à leur « singe » d'une action humaine spécifique (souvent un vice comme fumer ou jouer) ou d'une profession telle que critique d'art, dentiste, peintre, musicien, etc..
Au-delà des représentations animalières et des portraits, Charles Verlat a également réalisé de vastes panoramas, comme La Bataille de Waterloo (122 mètres de long et 10 mètres de haut et dont les paysages sont du pinceau de l'anversois Auguste De Lathouwer, tandis que les figures des soldats anglais sont d'Eugène Joors) en 1881 et Le Traité de San Stefano en 1882. Un troisième panorama, commandé à Chicago, devait représenter La Terre Sainte, mais n'a pu être réalisé en raison de la mort du peintre.
Charles Verlat a également créé quelques gravures originales au début des années 1880, dont un autoportrait. Il a travaillé directement sur l'assiette sans autre préparation ce qui donne à ces œuvres un aspect spontané.

## Galerie

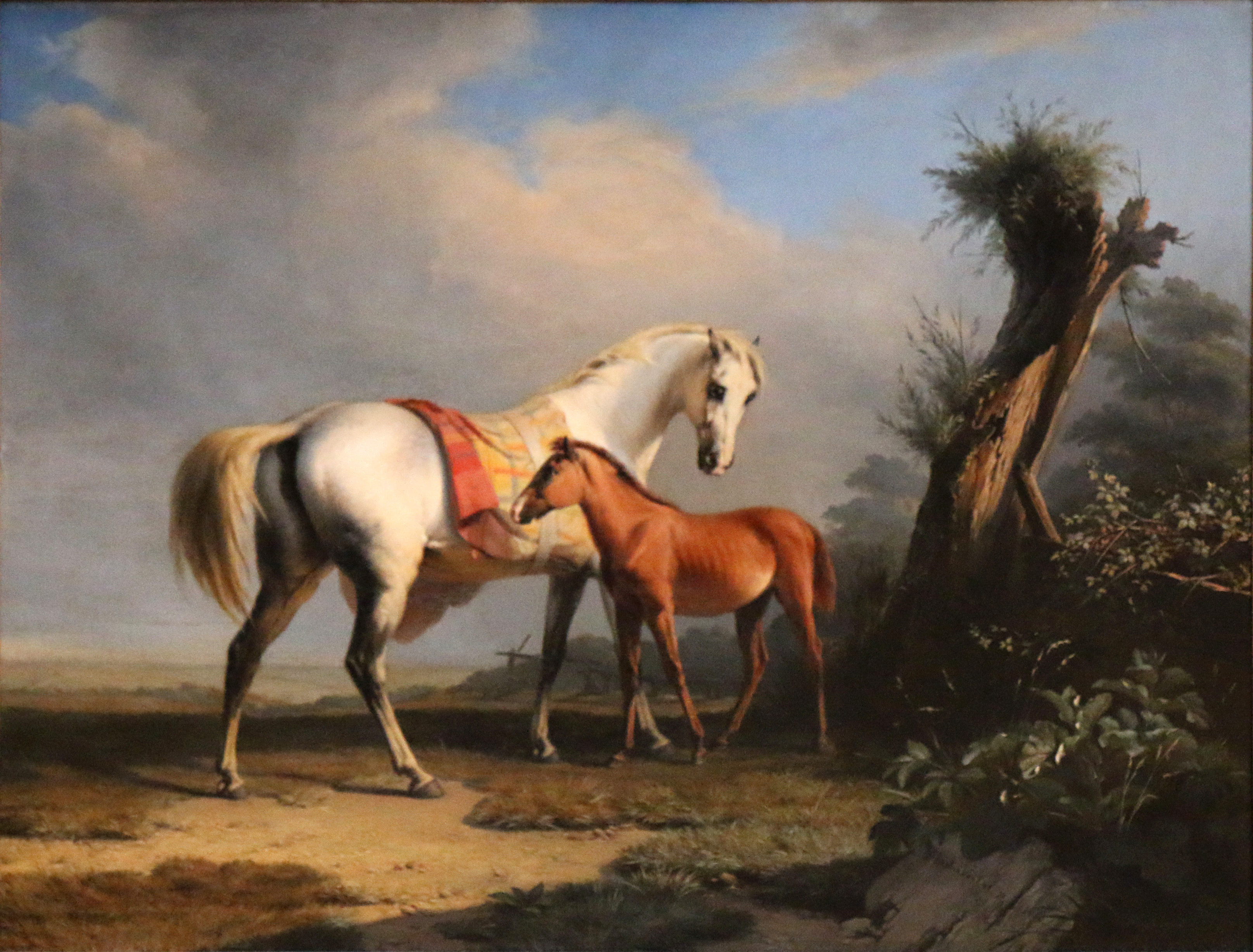
Une jument et son poulain, musées royaux des beaux-arts de Belgique, (1846).
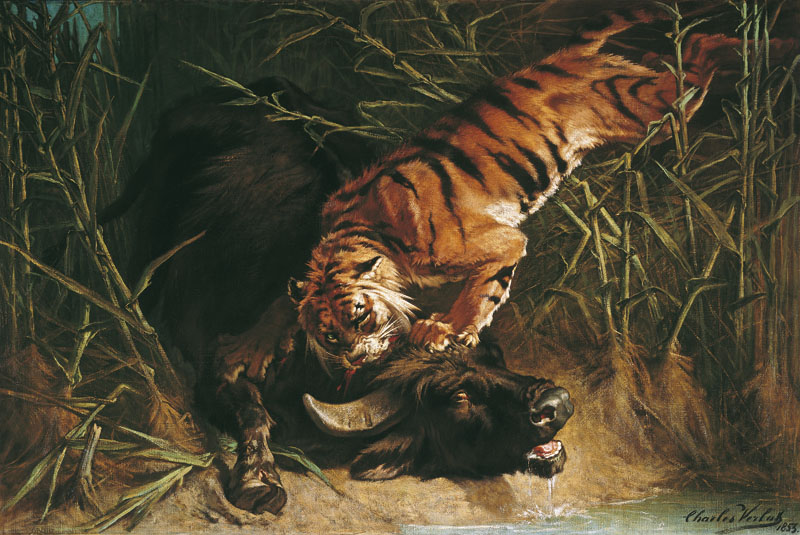
Buffle surpris par un tigre, musée des Augustins de Toulouse, (1853).
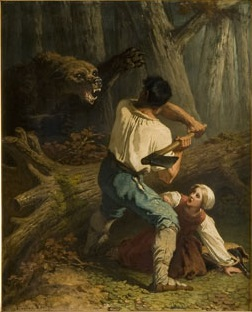
Bûcheron attaqué par un ours, Rijksmuseum, (1853).
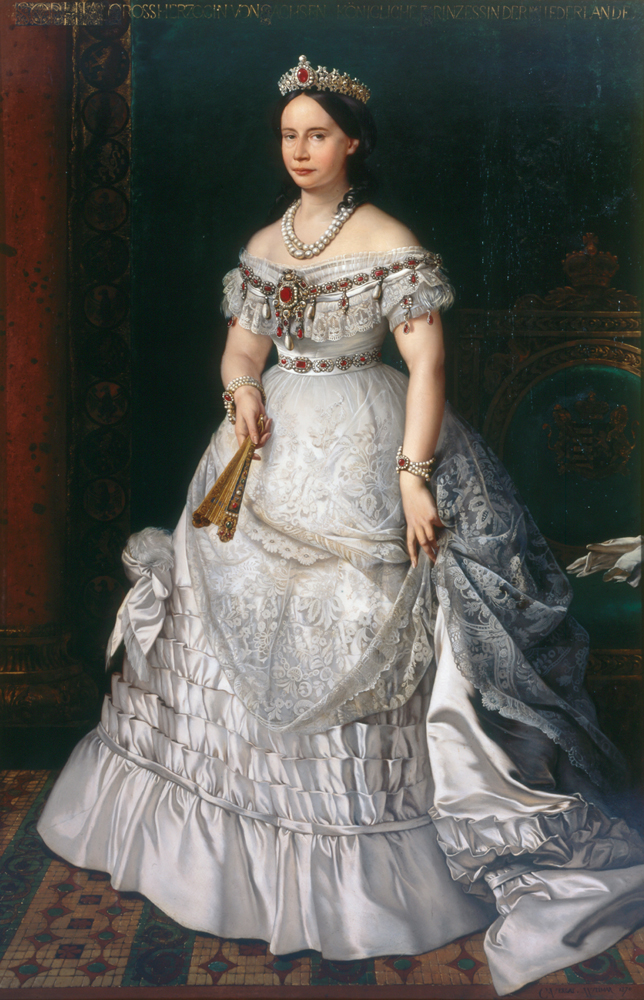
La Grande-Duchesse Sophie de Saxe-Weimar, château de Weimar (1870).
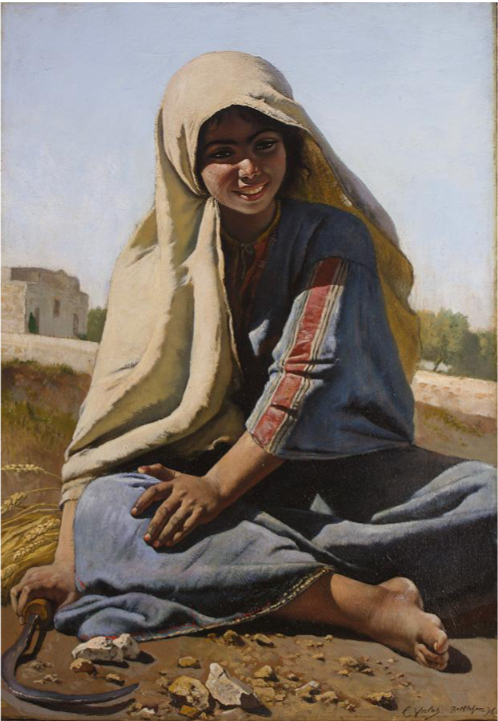
Jeune Fille de Bethléem (1876).
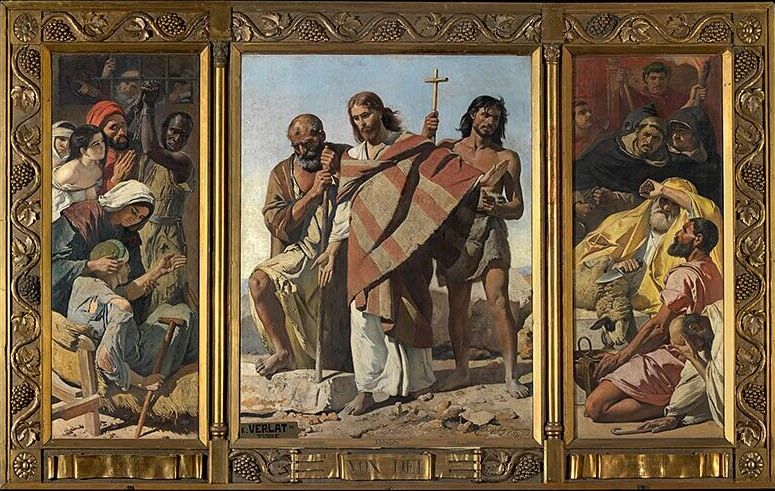
Vox Dei, musée royal des beaux-arts d'Anvers, (1877).

## Distinctions
Charles Verlat a reçu les distinctions suivantes :
- Commandeur de l'ordre de Léopold (4 mai 1881)[18].
- Ordre du Faucon blanc en 1874 (Grand-duché de Saxe-Weimar-Eisenach) ;
- Officier de la Légion d'honneur (depuis l'exposition universelle de 1878 à Paris).